# 新界政務司
新界政務司（英語：Secretary for the New Territories）是香港殖民地時期主管新界事務的新界政務科最高級的官員，負責管理新界區各個理民府。1949年起至1981年，共有15位新界政務司，最後一位是鍾逸傑爵士，後政府設立政務司（Secretary for City and New Territories Administration）接替新界政務司。新界政務司的官邸在大埔元洲仔島（現在是世界自然(香港)基金會自然環境保護研究中心）。

## 另見
- 前政務司官邸

## 歷任新界政務司
- 韋輝：1964年7月8日－1964年12月23日
- 區歲樂（John Philip Aserappa）：1965年1月20日－1966年6月8日
- 黎保德（Ian Macdonald LIGHTBODY）：1966年7月6日－1967年1月18日
- 景韓：1967年2月1日－1969年4月9日
- 陸鼎堂（Donald Collin Cumyn LUDDINGTON）：1969年－1971年
- 黎敦義（Denis Campbell BRAY）：1971年－1974年
- 麥法誠（Ian Francis Cluny MACPHERSON）（署理）：1974年5月22日－1974年6月19日
- 鍾逸傑（David AKERS-JONES）：1974年4月1日－1981年11月30日